# Raye
Рэйчел Агата Кин (англ. Rachel Agatha Keen, 24 октября 1997, Тутинг, Лондон, Англия), более известная как Raye — британская певица и автор песен. Дебютировала с мини-альбомом Welcome To The Winter в 2014 году. Стал известна по своим синглам 2016 года: «By Your Side» (Jonas Blue) и «You Don’t Know Me» (Jax Jones) и в записи сингла 2020 года «Secrets» (Regard). Все песни имели коммерческий успех в Европе, особенно в Соединённом Королевстве, а две последние из них вошли в десятку лучших в чарте UK Singles Chart. Также принимала участие в записи хита № 1 в Великобритании в 2017 году (Bridge over Troubled Water). Второй миниальбом Second вышел в 2016 году. В 2017 году была названа под № 3 в шорт-списке лучших на BBC Music Sound of... award. Её сингл «Decline» (вместе с Mr Eazi) т вышел как лид-сингл с третьего миниальбома Side Tape и получил платиновую сертификацию BPI.
2 марта 2024 года получила награду Brit Awards в категории Best New Artist.

## Биография
См. также «Raye Early life» в английском разделе.
Родилась 24 октября 1997 года в Tooting, Лондон, настоящее имя Rachel Agatha Keen. Мать имеет смешанное происхождение (Гана-Швейцария), а отец англичанин. Она переехала в Croydon, где обучалась в Woodcote High School, а потом два года в BRIT School, прежде чем бросить учёбу после того, как она почувствовала себя «замкнутой … несмотря на большую загрузку обучения».
11 декабря 2014 года вышел дебютный мини-альбом Welcome to the Winter.
Raye стала соавтором трека «Bigger», исполненного американской певицей Бейонсе, для саундтрека The Lion King: The Gift (19 июля 2019).

## Дискография
См. также «Raye discography» в английском разделе.

### Синглы

#### Как основной исполнитель
| Название                                             | Год  | Высшая позиция | Высшая позиция | Высшая позиция | Высшая позиция | Высшая позиция | Высшая позиция | Высшая позиция | Высшая позиция | Сертификации    | Альбом           |
| Название                                             | Год  | UK             | AUS            | FRA            | IRE            | NL             | NZ             | SCO            | US             | Сертификации    | Альбом           |
| ---------------------------------------------------- | ---- | -------------- | -------------- | -------------- | -------------- | -------------- | -------------- | -------------- | -------------- | --------------- | ---------------- |
| «I, U, Us»                                           | 2016 | —              | —              | —              | —              | —              | —              | —              | —              |                 | Second           |
| «The Line»                                           | 2017 | 65             | —              | —              | —              | —              | —              | 50             | —              |                 | Non-album single |
| «Decline» (вместе с Mr Eazi)                         | 2017 | 15             | —              | —              | 28             | —              | —              | 38             | —              | - BPI: Platinum | Side Tape        |
| «Check» (вместе с Kojo Funds)                        | 2018 | 26             | —              | —              | —              | —              | —              | —              | —              | - BPI: Gold     | Golden Boy       |
| «Cigarette» (вместе с Mabel и Stefflon Don)          | 2018 | 41             | —              | —              | 74             | —              | —              | —              | —              | - BPI: Silver   | Side Tape        |
| «Friends»                                            | 2018 | 66             | —              | —              | 67             | —              | —              | —              | —              |                 | Non-album single |
| «Love Me Again» (сольно или вместе с Jess Glynne)    | 2019 | 55             | —              | —              | 34             | —              | —              | 38             | —              | - BPI: Silver   | TBA              |
| «Make It to Heaven» (вместе с David Guetta и Morten) | 2019 | —              | —              | —              | —              | —              | —              | —              | —              |                 | Non-album single |
| «Please Don’t Touch»                                 | 2019 | —              | —              | —              | —              | —              | —              | —              | —              |                 | TBA              |
| «All of My Love» (вместе с Young Adz)                | 2020 | —              | —              | —              | —              | —              | —              | —              | —              |                 | TBA              |
| «Tequila» (вместе с Jax Jones и Martin Solveig)      | 2020 | 21             | —              | —              | 19             | —              | —              | 14             | —              | - BPI: Silver   | TBA              |
| «Secrets» (вместе с Regard)                          | 2020 | 7              | 33             | 108            | 8              | 23             | —              | 8              | —              |                 | TBA              |
| «Natalie Don’t»                                      | 2020 | —              | —              | —              | —              | —              | —              | —              | —              |                 | TBA              |
| «—» прочерк означает неучастие в чарте.              |      |                |                |                |                |                |                |                |                |                 |                  |

#### Другие работы
| Название                                                              | Год  | Высшая позиция | Высшая позиция | Высшая позиция | Высшая позиция | Высшая позиция | Высшая позиция | Высшая позиция | Высшая позиция | Высшая позиция | Сертификации                                    | Альбом               |
| Название                                                              | Год  | UK             | AUS            | AUT            | FRA            | GER            | IRE            | NL             | SWE            | SWI            | Сертификации                                    | Альбом               |
| --------------------------------------------------------------------- | ---- | -------------- | -------------- | -------------- | -------------- | -------------- | -------------- | -------------- | -------------- | -------------- | ----------------------------------------------- | -------------------- |
| «By Your Side» (Jonas Blue при участии Raye)                          | 2016 | 15             | 33             | 56             | 110            | 45             | 13             | 35             | 94             | 50             | - BPI: Platinum                                 | Blue                 |
| «You Don’t Know Me» (Jax Jones при участии Raye)                      | 2016 | 3              | 12             | 7              | 2              | 3              | 3              | 8              | 6              | 5              | - BPI: 2× Platinum - BVMI: 3× Gold - RIAA: Gold | Snacks               |
| «Bridge over Troubled Water» (как часть проекта Artists for Grenfell) | 2017 | 1              | 53             | 32             | 111            | 25             | —              | —              | —              | 28             | - BPI: Gold                                     | Non-album single     |
| «Tied Up» (Major Lazer при участии Mr Eazi & Raye)                    | 2018 | —              | —              | —              | —              | —              | —              | —              | —              | —              |                                                 | Africa Is the Future |
| «Tipsy» (Odunsi (The Engine) при участии Raye)                        | 2019 | —              | —              | —              | —              | —              | —              | —              | —              | —              |                                                 | Non-album singles    |
| «Stay (Don't Go Away)» (David Guetta при участии Raye)                | 2019 | 41             | —              | —              | —              | —              | 42             | —              | 72             | —              |                                                 | Non-album singles    |
| «—» прочерк означает неучастие в чарте.                               |      |                |                |                |                |                |                |                |                |                |                                                 |                      |

#### Промосинглы
| Название                                           | Год  | Альбом            |
| -------------------------------------------------- | ---- | ----------------- |
| «Flowers»                                          | 2015 | Non-album singles |
| «Alien» (при участии Avelino)                      | 2015 | Non-album singles |
| «Distraction»                                      | 2016 | Second            |
| «Ambition» (при участии Stormzy)                   | 2016 | Second            |
| «Sober (Stripped)»                                 | 2017 | Non-album single  |
| «Confidence» (вместе с Maleek Berry и Nana Rogues) | 2018 | Side Tape         |

## Концертные туры
Сольный
- Raye Live (2018)

В поддержку
- Years & Years — Communion Tour (2015)
- Джесс Глинн — Take Me Home Tour (2016)
- Рита Ора — The Girls Tour (2018)
- Холзи — Hopeless Fountain Kingdom World Tour (2018)
- Халид — Free Spirit World Tour (2019)